# Верићи
Верићи су насељено мјесто и мјесна заједница на подручју града Бање Луке, Република Српска, БиХ. Према подацима пописа становништва 2013. године, у овом насељеном мјесту је пописано 1.061 лице.

## Становништво
|             | 2013.          | 1991.          | 1981.          | 1971.          |
| Укупно      | 1 061 (100,0%) | 1 237 (100,0%) | 1 326 (100,0%) | 1 437 (100,0%) |
| Срби        | 1 050 (98,96%) | 1 225 (99,03%) | 1 315 (99,17%) | 1 418 (98,68%) |
| Хрвати      | 4 (0,377%)     | 2 (0,162%)     | –              | –              |
| Неизјашњени | 4 (0,377%)     | –              | –              | –              |
| Југословени | 1 (0,094%)     | 8 (0,647%)     | 5 (0,377%)     | –              |
| Непознато   | 1 (0,094%)     | –              | –              | –              |
| Остали      | 1 (0,094%)     | 2 (0,162%)     | 5 (0,377%)     | 19 (1,322%)    |
| Македонци   | –              | –              | 1 (0,075%)     | –              |

## Знамените личности
- Бранко Поповић (народни херој), народни херој Југославије